# Eugène Le Boëtté
 (février 2013).
Si vous disposez d'ouvrages ou d'articles de référence ou si vous connaissez des sites web de qualité traitant du thème abordé ici, merci de compléter l'article en donnant les références utiles à sa vérifiabilité et en les liant à la section « Notes et références ».
Eugène Le Boëtté est né le 13 novembre 1879 à Saint-Martin-des-Champs (Finistère) et mort le 17 février 1978 à Versailles, est un officier français, qui a élaboré le plan d'insurrection de Versailles en 1944 et commandé les Milices Patriotiques locales, réseau de résistance pendant la 2e guerre mondiale.

## Biographie
Il entre à l'École spéciale militaire de Saint-Cyr en 1903, Promotion du Tchad. À sa sortie de Saint-Cyr, il demande à servir en Afrique, mais il ne rejoindra les Tirailleurs marocains, avec lesquels il fait la guerre de 1914-1918, qu'en 1909. En 1920, chef de bataillon, il entre à l'École Spéciale Militaire de Saint-Cyr comme professeur d'Arabe. En 1931, lieutenant-colonel, il commande la partie versaillaise du 24e Régiment d'Infanterie à Satory. Colonel en 1936, il préside la Commission des Emplois Réservés à Paris jusqu'au début de 1939, époque à laquelle il prend sa retraite. Rappelé au service actif en septembre 1939, il est nommé au 91e Régiment d'Infanterie. Il est fait prisonnier en juin 1940 à Ancenis sur les bords de la Loire. Libéré en raison de son âge en 1941, il prend officiellement une seconde fois sa retraite, mais commence immédiatement une résistance active. En 1944, il commande les Milices Patriotiques locales. Il fait partie de deux réseaux de résistance: Manipule et Résistance. Mis en rapport avec le Comité Local de Libération du Mouvement de Libération Nationale par Yves Tricaud, responsable du Mouvement, il devient le conseiller militaire du Comité au mois de juillet 1944. Il élabore le plan d'insurrection de Versailles.

## Au Maroc
En 1912 au Maroc, lors des révoltes d'Arbaoua, le Tabor no 7 que commandait le lieutenant Le Boëtté fut le seul à ne pas se soulever.

## Guerre 1914-1918
Un épisode de la guerre 14-18 vécu par le capitaine Le Boëtté.
Sa Compagnie occupait une crête, face à une crête tenue par les Allemands. Entre les deux, une vallée, le no man's land.
Une attaque surprise était prévue pour le lendemain à l'aube. Objectif: enlever la crête ennemie. Considérant qu'au départ de l'attaque ses hommes allaient subir un feu meurtrier pendant la descente dans la vallée séparant les deux crêtes avant de remonter sur l'autre versant, le capitaine Le Boëtté avait demandé l'autorisation de faire descendre sa Compagnie dans le vallon pendant la nuit.
Cette autorisation lui fut refusée par ses supérieurs qui craignaient que ce mouvement de troupe, décelé par l'ennemi, ne leur fit perdre le bénéfice de la surprise.
Pour l'amour de ses hommes et, sachant qu'il risquait ainsi le Conseil de Guerre et, peut-être, le Peloton d'Exécution si les Marocains ne respectaient pas le silence absolu qu'il leur avait demandé pendant la descente dans la vallée et, tout au long de la nuit, jusqu'au moment de l'attaque, le capitaine a passé outre à l'interdiction.
À l'aube, l'attaque fut lancée. Rien n'avait été décelé par les Allemands. Les Tirailleurs enlevèrent l'objectif sans coup férir et pratiquement sans pertes. On ne punit pas la victoire, mais la nuit parue très longue au capitaine Le Boëtté.

## Libération de Versailles
C'est avec le même amour pour les hommes qu'il aurait à commander pour la libération que le colonel Le Boëtté a réussi à persuader le nouveau Préfet nommé par le Général de Gaulle, Monsieur Roger Léonard, qui venait d'arriver à Versailles, de ne pas déclencher trop tôt l'insurrection dans la ville.
La réunion décisive qui devait décider du début de l'insurrection s'est tenue dans la nuit du 18 au 19 août 1944 au domicile même du colonel Le Boëtté, 155 boulevard de la Reine à Versailles, sous la présidence de Monsieur Léonard.
Paris venait de commencer à dresser des barricades et tous les résistants participant à la Commission voulaient l'exécution immédiate du Plan d'insurrection de Versailles. Seul, le colonel Le Boëtté, qui était pourtant le Maître d'œuvre de ce Plan, sy opposait: "Une Division Blindée Allemande se trouve stationnée entre Saint-Cyr et Trappes pour barrer la route de Paris aux Alliés. Versailles se trouve entre Saint-Cyr et Paris. En se rabattant sur Versailles, cette Division resterait toujours entre les Alliés et Paris. Un quart d'heure après l'érection de la première barricade, les tanks seraient sur Versailles. Nous n'aurions à leur opposer que neuf cents hommes qui ne sont même pas tous armés ou qui ne le sont que d'armes légères et qui sont tous mal entraînés. La bravoure, aidée d'une mitraillette, n'a jamais arrêté un tank."
Il a fallu que le colonel Le Boëtté discute pendant plusieurs heures, sous les sarcasmes et les quolibets de ses amis: Versailles se déshonore en ne prenant pas immédiatement les armes, vous avez peur, etc. Il lui a fallu presque la nuit entière, seul, isolé dans sa conviction, avant d'obtenir enfin la décision du Préfet : on sursoit. Eût-il été moins persuasif que c'eût été une hécatombe chez les résistants, une catastrophe pour la ville entière.
Le Plan d'insurrection fut mis en application dans la nuit du 24 au 25 août 1944 sous les ordres du colonel Le Boëtté et Versailles fut libérée presque sans pertes.
Au mois d'avril 1945, le colonel Le Boëtté était Major de Garnison à Versailles. Une unité Algérienne était casernée à Versailles. Les hommes de cette Unité, sachant qu'ils ne seraient plus engagés dans la Campagne, souffraient de ne pas être rapatriés. Ils finirent par se soulever et par envahir la ville en armes. La gendarmerie ayant voulu intervenir, trois gendarmes avaient été pris en otages. La gendarmerie était prête à lancer un assaut décisif. Pour éviter un bain de sang, le colonel Le Boëtté est allé seul et sans arme au milieu des insurgés furieux. Sa connaissance de la langue Arabe lui permet de les écouter et surtout de s'en faire entendre. Les otages furent rendus et le calme revint.

## Après la guerre
Fin 1946, le colonel Le Boëtté prend une retraite définitive, mais son amour pour les hommes ne s'arrête pas avec sa vie militaire. Pendant de longues années, jusqu'à ce que ses forces le trahissent, il se dévouera pour l'alphabétisation des travailleurs Nord-Africains.